# Henri Cliquet-Pleyel
Pour les articles homonymes, voir Pleyel (homonymie).
Henri Cliquet-Pleyel, né le 12 mars 1894 à Charenton-le-Pont et mort le 9 mai 1963 au Kremlin-Bicêtre est un compositeur français. 

## Biographie
Henri Cliquet-Pleyel fait ses études musicales au Conservatoire de Paris où il a comme professeurs André Gedalge et Eugène Cools pour le contrepoint et la fugue. Il étudie la composition avec Charles Koechlin.
Il débute comme chef de chant aux casinos de Cannes, Deauville et Aix-les-Bains. En 1923, avec trois jeunes musiciens, Henri Sauguet, Roger Désormière et Maxime Jacob, il fonde l'École d'Arcueil, puisque Erik Satie habite cette commune. Les musiciens de ce groupe sont marqués par un même désir de clarté et de simplicité, et souhaitent maintenir la musique française dans la tradition. L'humour étant, aussi, une qualité française, le nom de Satie leur parut assez bien résumer leurs desseins. Le groupe ne survivra pas à la disparition de Satie en 1925.
Il meurt le 9 mai 1963 au Kremlin-Bicêtre.
Son épouse, connue sous le pseudonyme de Marthe Marthine, était cantatrice et meurt le 6 mai 1948. C'est elle qui inspire le deuxième des Portraits for Violin Alone (1928) de Virgil Thomson.

## Œuvres

### Opérette
- La Belle Enchanteresse, opérette (1938)

### Musique pour orchestre
- Transbaïkal pour piano et orchestre (1938),
- Concerto pour piano et orchestre (1940),
- Sardane (1938),
- Concerto pour piano (main droite) et orchestre,
- Scènes de ballet (1962),

### Musique chorale
- Espagne pour chœur et orchestre (1938),
- Phèdre pour chœur et orchestre (1940),
- Le Cantique des Colonnes pour chœur de femmes et orchestre (1945),
- Coléoptères pour voix et petit orchestre (1962),

### Musique de chambre
- Quatuor à cordes (1912),
- Quatuor à cordes (1923),
- Sonate pour violon et piano (1943),
- Sonate pour violon et piano (1947),
- Sonate pour violon et piano (1963),
- Trio pour piano et cordes (1954)
- Trio pour piano, clarinette et harpe (1962),

### Piano
- Suite (1922) ;
- Trois pièces à la manière d'Erik Satie (1921) ;
- Sept études pour piano (1935) ;
- Soirées enfantines pour piano à quatre mains (1937) ;
- Sonate (1940) ;
- Sept Préludes (1970)

### Autres
- Des musiques de film.